# Ed Harris
Pour les articles homonymes, voir Edward et Harris.
Edward Harris, dit Ed Harris [ɛd ˈhæɹɪs], né le 28 novembre 1950 à Englewood (New Jersey), est un acteur, réalisateur et scénariste américain.
Il est en autres connu pour avoir tenu le rôle de Gene Kranz dans le film Apollo 13.

## Biographie
Edward Allen Harris est né dans le New Jersey, à Englewood, le 28 novembre 1950. Sa mère, Margaret, était agent de voyages ; son père, Robert, choriste du chanteur Fred Waring (en) et aussi libraire à l'Art Institute of Chicago[source insuffisante].
Avant d'entamer sa carrière cinématographique Ed Harris a failli faire son chemin dans le sport professionnel, notamment dans le football américain et le baseball. Il deviendra capitaine de l'équipe des Tigers de Tenafly (New Jersey). Il sort du lycée en 1969 et, vu ses capacités sportives, se fait recruter par l'équipe de football de la Columbia University de New York, où il jouera pour les couleurs de cette dernière. Mais bientôt il se rendra compte que ses qualités physiques, bien que bonnes, sont insuffisantes pour une carrière de sportif professionnel. Au bout d'un an, il abandonne le football américain et le baseball et va, pour faire le point, rejoindre ses parents qui avaient déménagé entre-temps en Oklahoma. Il se rend compte qu'il a besoin de plus de concentration. Il se décidera, à cause de sa timidité aussi, pour une autre forme de jeu, le théâtre.

### Carrière
À l'université d'Oklahoma en 1971, Ed Harris fait la connaissance d'un enseignant, le professeur Robert Greenwood, qui l'initiera aussi bien à la comédie et au chant qu'à la danse. Il rejoint la troupe théâtrale de la fac : il y jouera avec brio le roi Arthur. Le soir de la première il trouve sa voie : quand il entre sur scène, il ne joue plus le rôle, il l'habite. Ed Harris dira plus tard qu'il ne se rappelle pas l'avoir joué. Il part pour Los Angeles où il suit des cours au California Institute of the Arts : il en sortira, après deux ans, diplômé (avec un BFAD, Bachelor of Fine Arts Degree) en 1975. Trois ans plus tard, en 1978, il est figurant dans Morts suspectes de Michael Crichton.
Dans les années 1980, il se fait connaître de plus en plus, tout spécialement lorsqu'il fait, en 1983 ses débuts à Broadway dans la pièce de Sam Shepard, Fool of Love pour laquelle il reçoit un Obie Award. Peu de temps après on lui propose de jouer pour le cinéma et de tourner en Floride, ce qu'il accepte. Un jeune acteur débutant reprendra son rôle au théâtre, Bruce Willis. À aucun moment cependant il n'abandonnera le théâtre et y reviendra souvent : en 1986 il remporte pour son rôle dans Precious Son le Theater World Award.
Après quelques apparitions dans des séries télévisées, il tient le rôle de l'astronaute John Glenn dans L'Étoffe des héros (1983). Il reprendra ce même type de rôle, 12 ans plus tard dans Apollo 13, lorsqu'il incarne Gene Kranz, directeur de vol de la mission. Il jouera encore une troisième fois un rôle dans la thématique de la conquête spatiale en faisant la voix du CapCom de Houston dans le film Gravity (2013). Il obtient le rôle principal dans Abyss (1989), qui malgré sa très bonne performance, est un échec commercial. Puis il cumulera les seconds rôles, souvent de méchants : La Firme (1993), Nixon (1995), Stalingrad (2001) dans lequel il joue le Major König, sniper allemand, ou Benjamin Gates et le livre des secrets (2008). Souvent remarqué dans des rôles de militaire ou de shérif, il demeure néanmoins inclassable, capable de jouer les Marines terroristes dans The Rock (1996), un enquêteur manipulé dans Les Pleins Pouvoirs (1997), ou encore un agent secret trouble dans Un homme d'exception. Il s'illustre également dans le rôle du créateur du Truman Show ou comme artiste rongé par le sida dans The Hours (2002). Il tient avec brio le rôle d'un évadé, échappé d'un goulag, dans Les Chemins de la liberté (2011). Il a prêté sa voix à Jason Hudson, un agent de la CIA dans le jeu vidéo Call of Duty: Black Ops.

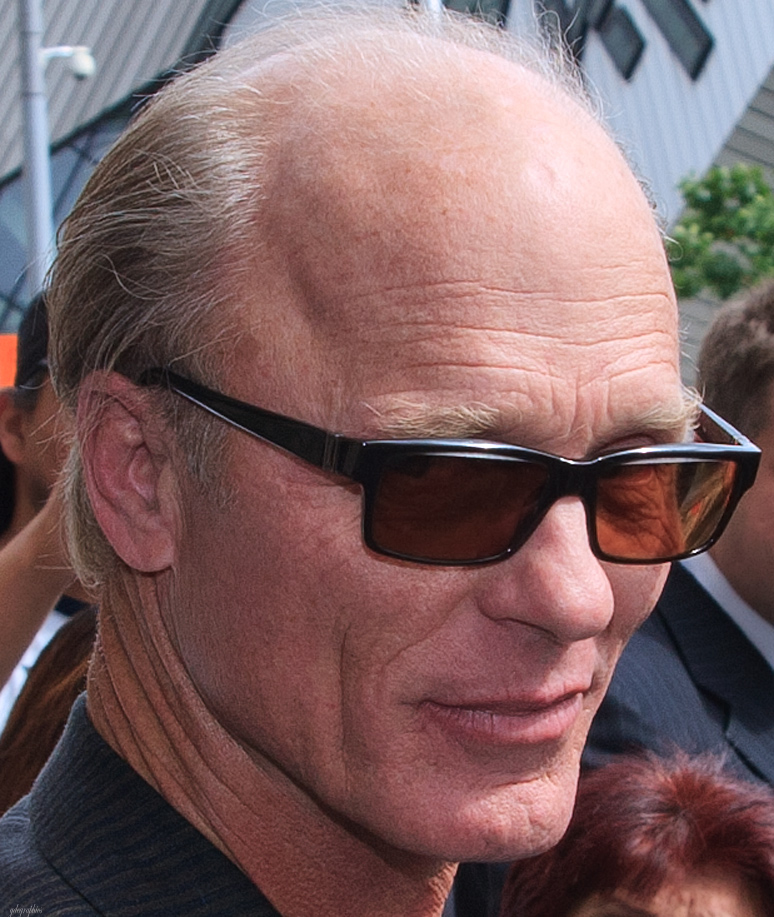
Ed Harris au Festival international du film de Toronto en 2010.

Appaloosa, d'après le roman de Robert B. Parker, est, après Pollock, le deuxième film de Harris en tant que réalisateur, acteur, producteur et même scénariste (pour Pollock il n'était pas scénariste) : il est présenté en Première au Festival de Deauville en 2008.
Depuis 2016, Harris tient l'un des rôles principaux dans la série de science-fiction Westworld.
En 2018, il est présent au casting de Top Gun: Maverick. Ed Harris a acquis la réputation d'être l'un des acteurs les plus talentueux de notre époque.

### Vie privée
Le 21 novembre 1983, Ed Harris épouse l'actrice Amy Madigan, à Waxahachie au Texas, rencontrée en 1981 sur la pièce de théâtre "What's So Beautiful About a Sunset Over Prairie Avenue?"
Ils ont joué ensemble dans plusieurs films : Alamo Bay de Louis Malle, Gone Baby Gone de Ben Affleck, ainsi que dans le film biographique sur Jackson Pollock, premier film réalisé, joué et produit par Ed Harris.
Ed Harris et sa femme ont une fille, Lily Dolores, née le 3 mai 1993.
Démocrate, il soutient John Kerry lors de l'élection présidentielle américaine de 2004.

## Filmographie

### Comme acteur

#### Cinéma

##### Années 1970-1980
- 1978 : Morts suspectes (Coma) de Michael Crichton : un pathologiste
- 1980 : Chicanos, chasseur de têtes (Borderline) de Jerrold Freedman : Hotchkiss
- 1981 : Dream On! d'Ed Harker
- 1981 : Knightriders de George A. Romero : Billy
- 1982 : Creepshow de George A. Romero (segment 1 La Fête des pères (Father's Day)) : Hank Blaine
- 1983 : Under Fire de Roger Spottiswoode : Oates
- 1983 : L'Étoffe des héros (The Right Stuff) de Philip Kaufman : John Glenn
- 1984 : Swing Shift de Jonathan Demme : Jack Walsh
- 1984 : Les Saisons du cœur (Places in the Heart) de Robert Benton : Wayne Lomax
- 1985 : Alamo Bay de Louis Malle : Shang
- 1985 : Nom de code : Émeraude (Code Name: Emerald) de Jonathan Sanger (en) : Gus Lang
- 1985 : Sweet Dreams de Karel Reisz : Charlie Dick
- 1987 : Walker d'Alex Cox : William Walker
- 1988 : Le Complot (To Kill a Priest) d'Agnieszka Holland : Stefan
- 1989 : Jacknife de David Hugh Jones : Dave Flannigan
- 1989 : Abyss (The Abyss) de James Cameron : Bud Brigman

##### Années 1990
- 1990 : Les Anges de la nuit (State of Grace) de Phil Joanou : Frankie Flannery
- 1992 : Glengarry (Glengarry Glen Ross) de James Foley : Dave Moss
- 1993 : La Firme (The Firm) de Sydney Pollack : Wayne Tarrance
- 1993 : Le Bazaar de l'épouvante (Needful Things) de Fraser Clarke Heston : Shariff Alan Pangborn
- 1994 : Lune rouge (China Moon) de John Bailey : Kyle Bodine
- 1994 : La Surprise (Milk Money) de Richard Benjamin : Tom Wheeller
- 1995 : Juste cause (Just Cause) d'Arne Glimcher : Blair Sullivan
- 1995 : Apollo 13 de Ron Howard : Gene Kranz, directeur de vol
- 1995 : Nixon d'Oliver Stone : Howard Hunt
- 1996 : Au-delà des lois (Eye for an Eye) de John Schlesinger : Mack McCann
- 1996 : Rock (The Rock) de Michael Bay : Général Francis X. Hummel
- 1997 : Les Pleins Pouvoirs (Absolute Power) de Clint Eastwood : l'inspecteur Seth Frank
- 1998 : The Truman Show de Peter Weir : Christof
- 1998 : Ma meilleure ennemie, La blonde de mon père ( Canada  ) (Stepmom) de Chris Columbus : Luke Harrison
- 1999 : The Third Miracle (en) d'Agnieszka Holland : Frank Shore

##### Années 2000
- 2000 : Le Fantôme de Sarah Williams (Waking the Dead) de Keith Gordon : Jerry Charmichael
- 2000 : Coup monté (The Prime Gig) de Gregory Mosher (en) : Kelly Grant
- 2000 : Pollock d'Ed Harris : Jackson Pollock
- 2001 : Stalingrad (Enemy at the Gates) de Jean-Jacques Annaud : Major Erwin König
- 2001 : Buffalo Soldiers de Gregor Jordan : Colonel Berman
- 2001 : Un homme d'exception (A Beautiful Mind) de Ron Howard : William Parcher
- 2002 : Just a Dream de Danny Glover (voix)
- 2002 : The Hours de Stephen Daldry : Richard Brown
- 2003 : Masked and Anonymous de Larry Charles : Oscar Vogel
- 2003 : La Couleur du mensonge (The Human Stain) de Robert Benton : Lester Farley
- 2003 : Radio de Michael Tollin : Coach Harold Jones
- 2005 : A History of Violence de David Cronenberg : Carl Fogarty
- 2005 : Winter Passing d'Adam Rapp (en) : Don Holden
- 2006 : Two Tickets to Paradise de D. B. Sweeney : Melville
- 2006 : L'Élève de Beethoven (Copying Beethoven) d'Agnieszka Holland : Ludwig van Beethoven
- 2007 : Gone Baby Gone de Ben Affleck : Remy Bressant
- 2008 : Benjamin Gates et le Livre des secrets (National Treasure 2) de Jon Turteltaub : Mitch Wilkinson
- 2008 : Cleaner de Renny Harlin : Eddie Lorenzo
- 2008 : Touching Home de Logan Miller et Noah Miller : Charlie Winston
- 2008 : Appaloosa d'Ed Harris : Virgil Cole

##### Années 2010
- 2010 : Once Fallen de Ash Adams (nl) : Liam Ryan
- 2010 : Virginia de Dustin Lance Black : Richard Tipton
- 2010 : Les Chemins de la liberté (The Way Back) de Peter Weir : M. Smith
- 2011 : That's What I Am de Michael Pavone (en) : Mr Simon
- 2011 : Salvation Boulevard de George Ratliff (nl) : Peter Blaylock
- 2012 : Dos au mur (Man on a Ledge) d'Asger Leth : David Englander
- 2013 : Shérif Jackson (Sweetwater) de Logan Miller : Shérif Jackson
- 2013 : Phantom de Todd Robinson : Demi
- 2013 : No Pain No Gain (Pain and Gain) de Michael Bay : Ed DuBois
- 2013 : Snowpiercer, le Transperceneige (설국열차) de Bong Joon-ho : Wilford
- 2013 : Gravity de Alfonso Cuaron : CapCom (voix off)
- 2013 : The Face of Love d'Arie Posin : Garret Mathis / Tom Young
- 2014 : Frontera (en) de Michael Berry : Roy
- 2014 : Anarchy: Ride or Die (Cymbeline) de Michael Almereyda : Cymbeline
- 2014 : Planes 2 (Planes: Fire & Rescue) de Roberts Gannaway : Blade Ranger (voix originale)
- 2015 : Night Run (Run All Night) de Jaume Collet-Serra : Shawn Maguire
- 2015 : Beyond Lies (The Adderall Diaries) de Pamela Romanowsky (en) : Neil Elliott
- 2016 : Les Insoumis (In Dubious Battle) de James Franco : Joy
- 2016 : L'Exception à la règle (Rules Don't Apply) de Warren Beatty : M. Bransford
- 2017 : A Crooked Somebody (en) de Trevor White
- 2017 : Geostorm de Dean Devlin : Leonard Dekkom
- 2017 : Mother! de Darren Aronofsky : L'Homme
- 2018 : Kodachrome de Mark Raso : Benjamin Ryder
- 2018 : L'Ultime Sacrifice de Todd Robinson : Ray Mott
- 2019 : Resistance de Jonathan Jakubowicz : Général George Patton

##### Années 2020
- 2021 : The Lost Daughter de Maggie Gyllenhaal : Lyle
- 2022 : Top Gun: Maverick de Joseph Kosinski : le contre-amiral Chester « Hammer » Cain
- 2022 : Get Away If You Can (en) de Dominique Braun et Terence Martin : Alan
- 2023 : Downton Owl de Hamish Linklater et Lily Rabe : Horace Jones
- 2024 : Love Lies Bleeding de Rose Glass : Lou Sr.
- 2024 : My Dead Friend Zoe (en) de Kyle Hausmann-Stokes (en) : Dale
- 2024 : Riff Raff de Dito Montiel : Vincent
- 2025 : Huntington de John Patton Ford
- 2025 : Long Day's Journey Into Night de Jonathan Kent : James Tyrone

#### Télévision

##### Séries télévisées
- 1976 : Gibbsville : Steve (1 épisode)
- 1977 : Delvecchio de Joseph Polizzi et Sam Rolfe : Davey Bresnihan (1 épisode)
- 1978 : 200 dollars plus les frais (The Rockford Files) de Roy Huggins et Stephen J. Cannell : Rudy Kempner (1 épisode)
- 1978 : David Cassidy: Man Undercover de Richard Fiedler : Ben (1 épisode)
- 1979 : Barnaby Jones d'Edward Hume : Glenn Morgan (1 épisode)
- 1979 à 1981 : Lou Grant de James L. Brooks, Allan Burns et Gene Reynolds : Warren, Rick Reiner, Ralph Cooper (3 épisodes)
- 1980 : Paris de Steven Bochco : John Dantley (1 épisode)
- 1981 : Chips (CHiPs) de Rick Rosner : Lonny (Épisode Les Vagabonds)
- 1981 : Pour l'amour du risque (Hart to Hart) de Sidney Sheldon : Arnold Hamon (Épisode Au cœur de la nuit)
- 1982 : Cassie & Co. (1 épisode)
- 1984 : American Playhouse (Anthologie) : Jimmy Wing (Épisode A Flash of Green de Victor Nuñez)
- 1994 : Le Fléau (The Stand) de Mick Garris : Général Starkey (Épisode 1 : La Peste)
- 1995 : Frasier de David Angell, Peter Casey et David Lee : Rob (voix) (Épisode Les Petits Marrants)
- 2005 : Empire Falls de Fred Schepisi : Miles Roby (Mini-série en deux épisodes)
- 2016–2022 : Westworld de Jonathan Nolan et Lisa Joy : L'Homme en noir / William (28 épisodes)

##### Téléfilms
- 1977 : The Amazing Howard Hughes de William A. Graham : Russ
- 1979 : The Seekers (en) de Sidney Hayers : Lt. William Clark (Feuilleton en deux parties)
- 1980 : Le Cauchemar aux yeux verts (The Aliens Are Coming) de Harvey Hart : Chuck Polcheck
- 1987 : L'Impossible Alibi (The Last Innocent Man) de Roger Spottiswoode : Harry Nash
- 1991 : Rage (en) (Paris Trout) de Stephen Gyllenhaal : Harry Seagraves
- 1992 : Élus pour s'aimer (Running Mates) de Michael Lindsay-Hogg : Hugh Hathaway
- 1996 : Les Cavaliers de la mort (en) (Riders of the Purple Sage) de Charles Haid : Jim Lassiter
- 2012 : Game Change de Jay Roach : John McCain, sénateur d'Arizona

#### Documentaires
- 2004 : Volcans des abysses (Volcanoes of the Deep Sea) de Stephen Low (en) : narrateur
- 2006 : Armenian Genocide (The Armenian Genocide) de Andrew Goldberg : Leslie Davis (voix)
- 2024 :the cowboy war O.K Corral saga narrateur (voix)

### Comme réalisateur
- 2000 : Pollock
- 2008 : Appaloosa

## Théâtre
- 1980 : Sweet Bird of Youth de Tennessee Williams : Chance Wayne
- 1983 : Fool for Love de Sam Shepard : Eddie
- 1986 : Precious Sons de George Furth : Fred
- 1994 : Simpatico de Sam Shepard : Lyle Carter
- 1996 : Taking Sides de Ronald Harwood : Major Steve Arnold
- 2006 et 2010 : Wrecks de Neil LaBute : Edward Carr
- 2012 et 2013 : The Jacksonian de Beth Henley : Bill Perch
- 2016 et 2017 : Buried Child de Sam Shepard : Dodge
- 2018 : Good for Otto de David Rabe : Dr Michaels[5]

## Jeu vidéo
- 2010 : Call of Duty: Black Ops : Jason Hudson (voix originale)

## Distinctions

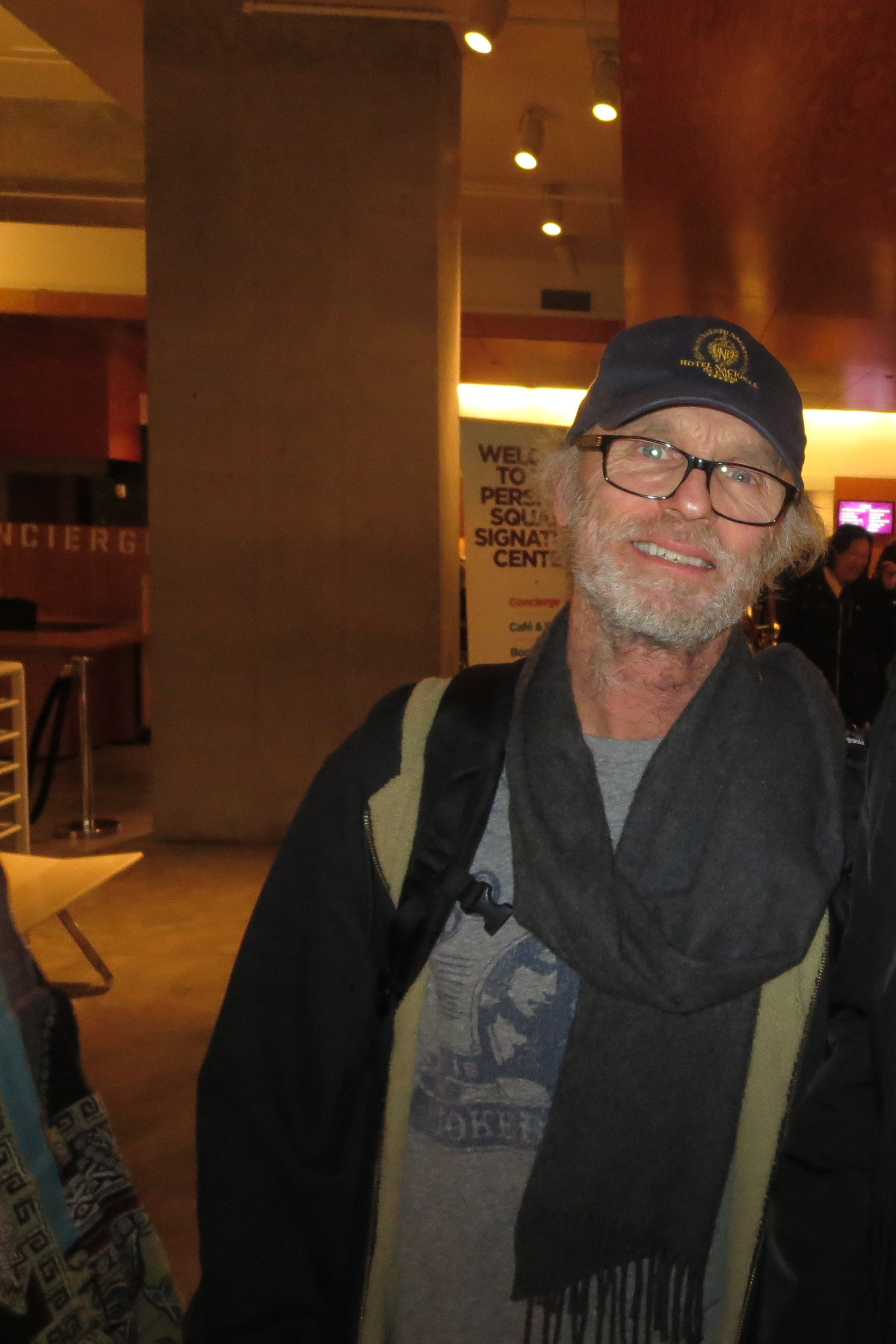
L'acteur en 2016.

### Récompenses
- Screen Actors Guild Awards 1996 : Meilleur acteur dans un second rôle pour Apollo 13
- Golden Globes 1999 : Meilleur acteur dans un second rôle pour The Truman Show
- Golden Globes 2013 : Golden Globe du meilleur acteur dans un second rôle dans une série, une mini-série ou un téléfilm pour Game Change

### Nominations
- Golden Globes 1990 : Meilleur acteur dans un second rôle pour Jacknife
- Critics' Choice Movie Awards 1996 : Meilleur acteur dans un second rôle pour Apollo 13
- Golden Globes 1996 : Meilleur acteur dans un second rôle pour Apollo 13
- Oscars 1996 : Meilleur acteur dans un second rôle pour Apollo 13
- British Academy Film Awards 1999 : Meilleur acteur dans un second rôle pour The Truman Show
- Oscars 1999 : Meilleur acteur dans un second rôle pour The Truman Show
- Oscars 2001 : Meilleur acteur pour Pollock
- British Academy Film Awards 2003 : Meilleur acteur dans un second rôle pour The Hours
- Critics' Choice Movie Awards 2003 : Meilleure distribution pour The Hours - partagé avec Meryl Streep, Nicole Kidman, Julianne Moore, Claire Danes, Allison Janney, Miranda Richardson, John C. Reilly, Toni Collette et Stephen Dillane
- Golden Globes 2003 : Meilleur acteur dans un second rôle pour The Hours
- Oscars 2003 : Meilleur acteur dans un second rôle pour The Hours
- London Critics Circle Film Awards 2004 : prix de l'acteur de l'année pour The Hours
- Primetime Emmy Awards 2005 : Meilleur acteur dans une mini-série ou un téléfilm pour Empire Falls
- Critics' Choice Movie Awards 2008 : Meilleure distribution pour Gone Baby Gone - partagé avec Amy Ryan, Casey Affleck, Morgan Freeman, John Ashton et Michelle Monaghan
- Festival de télévision de Monte-Carlo 2012 : Nymphe d'or de la meilleure performance pour un acteur dans un téléfilm pour Game Change
- Primetime Emmy Awards 2012 : Meilleur acteur dans une mini-série ou un téléfilm pour Game Change
- Golden Globes 2006 : Meilleur acteur dans une mini-série ou un téléfilm pour Game Change
- Primetime Emmy Awards 2018 : Meilleur acteur dans une série télévisée dramatique pour Westworld

## Voix françaises
En France, Patrick Floersheim (décédé en mars 2016,) a été la voix française régulière d'Ed Harris de 1989 à 2015. Georges Claisse, qui le doublait de manière récurrente depuis 1997, lui a succédé jusqu'en 2017 avec Mother!. Philippe Catoire et Jacques Frantz l'ont également respectivement doublé à cinq et trois occasions.
Au Québec, il est régulièrement doublé par Éric Gaudry. 